# Mike Groff
Mike Groff (Los Angeles, 16 november 1961) is een voormalig Amerikaans autocoureur.
Groff reed vanaf 1986 in de Indy Lights en won de races op de Milwaukee Mile en op Road America dat eerste jaar en werd derde in de eindstand. In 1987 won hij op de Nazareth Speedway en werd vijfde in het kampioenschap. In 1989 won hij vier races en vertrok vier keer vanaf poleposition. Dat jaar won hij het kampioenschap. Tussen 1990 en 1998 stond hij 66 keer aan de start van een Champ Car of IndyCar wedstrijd. Hij behaalde drie keer een podiumplaats, hij werd tweede op de Walt Disney World Speedway tijdens de IndyCar Series 1996/97, derde op de Las Vegas Motor Speedway tijdens datzelfde seizoen en eveneens derde op de Phoenix International Raceway een jaar eerder. Hij reed zijn laatste race in 1998 op de Indianapolis Motor Speedway.